# 1978 في ألمانيا
فيما يلي قوائم الأحداث التي وقعت خلال عام 1978 في ألمانيا.

## سياسة

### تعيين في المنصب
- 1 يناير – لوتار شبيت رئيس وزراء ولاية بادن-فورتمبيرغ.
- 20 سبتمبر – يوهانس راو رئيس وزراء شمال الراين وستفاليا [الإنجليزية]‏.

### انتهاء فترة المنصب
- 1 يناير – هانس فيلبينغر رئيس وزراء ولاية بادن-فورتمبيرغ.
- 20 سبتمبر – هاينتس كون رئيس وزراء شمال الراين وستفاليا [الإنجليزية]‏.
- 31 أكتوبر – جيرهارد شتولتنبرج رئيس البوندسرات.

## رياضة
- 1 يناير – بطولة العالم لسباق الدراجات على الطريق 1978
- 1 يناير – بطولة العالم للدراجات على المضمار 1978
- 30 يوليو – جائزة ألمانيا الكبرى 1978 الفائز ماريو أندريتي.

## مواليد

### يناير
- 1 يناير – دانيال دومشايت بيرغ ناشط ألماني.
- 14 يناير – عبد العزيز أحنفوف لاعب كرة قدم مغربي.
- 18 يناير – سيباستيان سيدلر درّاج طريق ألماني.
- 18 يناير – كاتيا كيبينج سياسية ألمانية.
- 21 يناير – فارس السلطان تريثلت ألماني.
- 27 يناير – روبرت فورستر درّاج طريق ألماني.

### فبراير
- 2 فبراير – فلوريان فانر لاعب جودو ألماني.
- 21 فبراير – رالف بارتلس منافِس أوليمبي ألماني.
- 26 فبراير – توم بيك

### مارس
- 2 أكتوبر – مارسيل مالتريتز لاعب كرة قدم ألماني.
- 10 مارس – اندريه شنايدر
- 12 مارس – دانيال بيك درّاج طريق ألماني.

### أبريل
- 3 أبريل – تومي هاس لاعب كرة مضرب ألماني.
- 4 أبريل – رينيه وولف دراج ألماني.
- 24 أبريل – روني شولتس درّاج طريق ألماني.

### مايو
- 10 مايو – مدحت ديميريل لاعب كرة سلة ألماني.
- 30 مايو – هاينز مولر لاعب كرة قدم ألماني.

### يونيو
- 19 يونيو – ديرك نوفيتسكي لاعب كرة سلة ألماني.

### يوليو
- 3 يوليو – طارق مغني ألماني.
- 5 يوليو – إسماعيل يك مغني تركي.
- 7 يوليو – مانويل ريوتر
- 11 يوليو – سفين شولتز لاعب كرة سلة ألماني.
- 20 يوليو – صلاح الدين بير فوجل
- 21 يوليو – دنيز آيتكين حكم كرة قدم ألماني.
- 26 يوليو – سوسن شبلي

### أغسطس
- 1 أغسطس – تينا باكمان لاعبة هوكي حقل ألمانية.
- 15 أغسطس – عادل طويل
- 17 أغسطس – إنريكو كيلر لاعب كرة قدم ألماني.

### سبتمبر
- 4 سبتمبر – ارهان امري
- 28 سبتمبر – بوشيدو

### أكتوبر
- 2 أكتوبر – مارسيل مالتريتز لاعب كرة قدم ألماني.
- 5 أكتوبر – يورغن براهمر ملاكم ألماني.
- 20 أكتوبر – روبرت ماراس لاعب كرة سلة ألماني.

### نوفمبر
- 1 نوفمبر – سلمى ارجيك
- 10 نوفمبر – نادين آنجرير لاعبة كرة قدم ألمانية.
- 22 نوفمبر – دينيس برينكمان لاعب كرة قدم ألماني.
- 27 نوفمبر – شاي لوف ممثلة إباحية أمريكية.

### ديسمبر
- 24 ديسمبر – يلدراي باشترك لاعب كرة قدم تركي.

## وفيات

### يناير
- 24 يناير – هيرتا أوبرهاوزر (مواليد 1911)

### مارس
- 16 مارس – ألفرد مولر (مواليد 1901)

### أبريل
- 29 أبريل – ثيو هلفريشت (مواليد 1913)

### مايو
- 3 مايو – بنحاس روزن (مواليد 1887) سياسي إسرائيلي.
- 5 مايو – بولين مولر (مواليد 1886)
- 26 مايو – إريك هاغن (مواليد 1936)

### يوليو
- 1 يوليو – كورت شتودنت (مواليد 1890)
- 29 يوليو – جوسيف جاكوبس (مواليد 1894)

### أغسطس
- 12 أغسطس – غريغور وينتزل (مواليد 1898) فيزيائي ألماني.

### سبتمبر
- 6 سبتمبر – أدولف داسلر (مواليد 1900)
- 15 سبتمبر – ويلي مسرشميت (مواليد 1898)
- 24 سبتمبر – هاسو فون مانتيفيل (مواليد 1897) سياسي ألماني.

### نوفمبر
- 6 نوفمبر – كورت ماير (مواليد 1904)